# Principe Amedeo (1874)
«Прінчіпе Амадео» (італ. Principe Amedeo) - броненосець однойменного типу Королівських військово-морських сил Італії  другої половини 19-го століття. 

## Історія створення
Броненосець «Прінчіпе Амадео» був закладений у серпні 1865 року на верфі «Cantiere navale di Castellammare di Stabia». Спущений на воду 15 січня 1872 року, вступив у стрій 16 грудня 1874 року.
Свою назву отримав на честь принца Амадея I.

## Історія служби
Вже будучи застарілим на момент вступу у стрій, «Прінчіпе Амадео» служив у Італійській колоніальній імперії, подекуди брав участь у маневрах флоту.
Під час маневрів флоту у 1885 році «Прінчіпе Амадео» був флагманом «Східної ескадри», куди входили також броненосець «Кастельфілардо», крейсер «Амеріго Веспуччі» та чотири міноносці. «Східна ескадра» захищалась від атаки «Західної ескадри», імітуючи відбиття французького нападу на Сардинію.
У 1888-1889 роках «Прінчіпе Амадео» був штабним кораблем сил, розташованих у Таранто. На той момент на кораблі були встановлені шість 76-мм гармат, шість кулеметів та два торпедні апарати.
28 березня 1895 року корабель був виключений зі складу флоту, і використовувався як склад боєприпасів в Таранто. Зрештою, він був розібраний на метал у 1910 році.